# 1970-es magyar birkózóbajnokság
Az 1970-es magyar birkózóbajnokság a hatvanharmadik magyar bajnokság volt. A kötöttfogású bajnokságot május 16. és 17. között, a szabadfogású bajnokságot pedig május 9. és 10. között rendezték meg, mindkettőt Budapesten, a Játékcsarnokban.

## Eredmények

### Férfi kötöttfogás
| Versenyszám | Arany                           | Arany | Ezüst                               | Ezüst | Bronz                       | Bronz |
| ----------- | ------------------------------- | ----- | ----------------------------------- | ----- | --------------------------- | ----- |
| 48 kg       | Gál Henrik Bp. Spartacus        |       | Seres Ferenc Honvéd Szondi SE       |       | Seres Imre Honvéd Szondi SE |       |
| 52 kg       | Doncsecz József Bp. Honvéd      |       | Alker Imre Ferencvárosi TC          |       | Száraz László Bp. Spartacus |       |
| 57 kg       | Varga János Bp. Honvéd          |       | Bolla József Újpesti Dózsa          |       | Turba László BVSC           |       |
| 62 kg       | Baracsi Imre Csepel SC          |       | Réczi László Kiskunfélegyházi Vasas |       | Vass Sándor BVSC            |       |
| 68 kg       | Németh István Bp. Spartacus     |       | Toma Ferenc Vasas SC                |       | Fodor Imre Debreceni VSC    |       |
| 74 kg       | Steer Antal BVSC                |       | Bakos András Ferencvárosi TC        |       | Kőrösi György Vasas SC      |       |
| 82 kg       | Szabó Tamás Dunaújvárosi Kohász |       | Rizmajer Antal Ferencvárosi TC      |       | Kaliszki Pál Bp. Spartacus  |       |
| 90 kg       | Vatai László Ferencvárosi TC    |       | Pintér István BVSC                  |       | Varga Imre Ganz-MÁVAG VSE   |       |
| 100 kg      | Kiss Ferenc Ganz-MÁVAG VSE      |       | Gombás Imre Győri Dózsa             |       | Agócs János Csepel SC       |       |
| +100 kg     | Csatári József Bp. Honvéd       |       | Szabó Lajos Debreceni VSC           |       | dr. Darabánt Iván BVSC      |       |

Megjegyzés: A magyar sport évkönyve szerint 57 kg-ban Bolla József a bajnok és Varga János a második.

### Férfi szabadfogás
| Versenyszám | Arany                          | Arany | Ezüst                         | Ezüst | Bronz                          | Bronz |
| ----------- | ------------------------------ | ----- | ----------------------------- | ----- | ------------------------------ | ----- |
| 48 kg       | Seres Ferenc Honvéd Szondi SE  |       | Laták Attila BVSC             |       | Seres Imre Honvéd Szondi SE    |       |
| 52 kg       | Doncsecz József Bp. Honvéd     |       | Erdős Márton Bp. Honvéd       |       | Varga György Debreceni Bocskai |       |
| 57 kg       | Klinga László Bp. Honvéd       |       | Idei Lajos Ferencvárosi TC    |       | Bolla József Újpesti Dózsa     |       |
| 62 kg       | Szabó László Vasas SC          |       | Széles József Ferencvárosi TC |       | Bíró Imre Győri Spartacus      |       |
| 68 kg       | Rusznyák József Diósgyőri VTK  |       | Búzás Károly Bp. Honvéd       |       | Kocsis János Bp. Honvéd        |       |
| 74 kg       | Trázsi István Újpesti Dózsa    |       | Varga István BVSC             |       | Seres János Újpesti Dózsa      |       |
| 82 kg       | Kovács István Bp. Honvéd       |       | Hegedűs Csaba Vasas SC        |       | Kaliszki Pál Bp. Spartacus     |       |
| 90 kg       | Csokai János Debreceni Bocskai |       | Csábi Árpád BVSC              |       | Bajkó Károly Vasas SC          |       |
| 100 kg      | Csatári József Bp. Honvéd      |       | Agócs János Csepel SC         |       | Németh József Honvéd Szondi SE |       |
| +100 kg     | Botond Imre Orosházi Spartacus |       | Szabó Lajos Debreceni VSC     |       | Urbán József Ferencvárosi TC   |       |